# Henri Reymond (politicus)
J.-Henri-S. Reymond (Morges, 9 november 1819 - aldaar, 2 juli 1879) was een Zwitsers politicus voor de linkse radicalen uit het kanton Vaud.

## Biografie
Hij was directeur van de Kantonnale Bank van Vaud van 1852 tot 1853. Later was hij van 1856 tot 1878 lid van de raad van bestuur van deze bank. Bovendien zetelde hij van 1870 tot 1872 in de raad van bestuur van de Union vaudoise de crédit.
Na de revolutie in Vaud in 1845, waar hij aan deelnam, werd hij prefect van het district Morges, wat hij zou blijven tot 1852. In dat jaar werd hij op 1 juni lid van de Kantonsraad, waarbij hij behoorde tot de strekking van de linkse radicalen, een functie die hij tot 1 mei 1853 zou uitoefenen. Hij was het eerste Kantonsraadslid van Vaud dat voordien niet in de Grote Raad van Vaud heeft gezeteld. Bij de parlementsverkiezingen van 1866 werd hij verkozen in de Nationale Raad, waar hij zou zetelen van 3 december 1866 tot 1 april 1877. 